# Lee Calhoun
Pour les articles homonymes, voir Calhoun.
Lee Quincy Calhoun  (né le 23 février 1933 à Laurel - mort le 22 juin 1989 à Érié) est un athlète américain spécialiste du 110 mètres haies.

## Carrière
Étudiant à la NCCU, Lee Cahoun remporte le titre NCAA du 120 yards haies en 1956 et 1957. Il s'adjuge par ailleurs à trois reprises les championnats de l'AAA, sur 110 m haies en 1956 et 1959 et sur 120 yards haies en 1957.
Il se qualifie pour les Jeux olympiques de 1956 grâce à sa victoire obtenue lors des sélections américaines, terminant ex æquo avec son compatriote Jack Davis. Auteur d'un record personnel de 14 s 4 avant les Jeux, Lee Cahoun crée la surprise en remportant la finale du 110 m haies avec le temps de 13 s 5 malgré un vent défavorable de 1,90 m/s, devançant au centième de seconde Jack Davis. En 1958, Lee Cahoun est suspendu un an de toute compétition par l'Amateur Athletic Union après avoir accepté des cadeaux lors d'une émission de télévision américaine. De retour sur les pistes en 1959, il remporte les championnats nationaux du 110 m haies, puis se classe deuxième des Jeux panaméricains de Chicago derrière son compatriote Hayes Jones.
Le 21 août 1960 à Berne, Lee Cahoun égale en 13 s 2 le record du monde du 110 m haies de l'Allemand Martin Lauer établi un an auparavant. Il participe quelques jours plus tard aux Jeux olympiques de Rome où il parvient à conserver son titre de justesse face à son compatriote Willie May. Lee Cahoun l'emporte en 13 s 8 après visionnage de la photo-finish qui lui donne un avantage d'un centième de seconde, soit 10 centimètres. Il devient le premier athlète à remporter deux titres olympiques du 110 m haies.
Il est élu au Temple de la renommée de l'athlétisme des États-Unis en 1974.

## Palmarès
| Date | Compétition        | Lieu      | Résultat | Performance |
| ---- | ------------------ | --------- | -------- | ----------- |
| 1956 | Jeux olympiques    | Melbourne | 1er      | 13 s 5      |
| 1959 | Jeux panaméricains | Chicago   | 2e       | 13 s 7 (w)  |
| 1960 | Jeux olympiques    | Rome      | 1er      | 13 s 8      |